# Propadnutí věci
Propadnutí věci je sankce, kterou lze uložit zejména za spáchaný delikt. Podle českého práva ji lze uložit například podle přestupkového zákona, nebo podle zákonů o výkonu vazby nebo trestu odnětí svobody, případně jako trest propadnutí věci podle trestního zákoníku.
Propadnutí věci nebo jiné majetkové hodnoty lze také stanovit jako sankci za neplnění smlouvy, například v případě propadnutí kauce, tj. zálohy.

## Sankce za přestupek
Jako správní trest za přestupek jej lze podle § 35 písm. d) a § 47 zákona č. 250/2016 Sb., o odpovědnosti za přestupky a řízení o nich, uložit, jestliže daná věc náleží pachateli a
- byla ke spáchání přestupku určena nebo užita, nebo
- byla získána tímto přestupkem nebo jako odměna za něj, anebo
- byla nabyta za věc přestupkem získanou.

Propadnutí věci ale nelze uložit, jestliže je hodnota dané věci v nápadném nepoměru k povaze přestupku (k hodnotě se nicméně nepřihlíží, vyžaduje-li to bezpečnost osob nebo majetku či jiný obdobný obecný zájem). Pokud by pachatel danou věc zničil, poškodil, zatajil nebo její propadnutí jinak zmařil, lze mu uložit propadnutí náhradní hodnoty, a to až do výše hodnoty věci. Vlastníkem propadlé věci nebo stanovené náhradní hodnoty se stane stát.
Jestliže věc nenáleží pachateli přestupku, nebo mu sice náleží, ale nelze jej za přestupek stíhat či bylo od uložení správního trestu upuštěno, anebo vlastník není znám, případně nebylo vůbec zahájeno řízení o přestupku proti určité osobě, pak lze přesto z důvodu bezpečnosti osob nebo majetku anebo jiného podobného obecného zájmu místo propadnutí věci uložit podle § 53 zákona č. 250/2016 Sb. do pěti let od spáchání skutku ochranné opatření v podobě zabrání věci. Vlastníkem zabrané věci se stává rovněž stát.

## Kázeňské potrestání
Propadnutí věci lze podle § 22 zákona č. 293/1993 Sb., o výkonu vazby, uložit též jako kázeňský trest za zaviněné porušení povinností při výkonu vazby, a podle § 46 odst. 3 písm. e) a § 48 zákona č. 169/1999 Sb., o výkonu trestu odnětí svobody, za zaviněné porušení povinnosti, pořádku nebo kázně během výkonu trestu.

## Trest propadnutí věci
Trest propadnutí věci lze obdobně uložit také v trestním řízení, a to podle § 52 odst. 1 písm. f) a § 70–72 trestního zákoníku č. 40/2009 Sb. Rozsáhlejším trestem je trest propadnutí majetku. Na rozdíl od něj zde však jde o věc, kterou pachatel získal díky trestnému činu, případně která byla k jeho spáchání určena. Jestliže taková věc již nemůže propadnout státu, protože je zničena, spotřebována, zcizena apod., lze místo toho uložit trest propadnutí náhradní hodnoty.